# M2 (canal TV)
M2 este un canal de televiziune din Ungaria deținut de Magyar Televízió care s-a lansat la data de 7 noiembrie 1971. M2 difuzează desene animate în timpul zilei, iar în timpul nopții se numește M2 Petőfi.

## Istoric
M2 s-a lansat pe 22 decembrie 2012 ca bloc de programe pentru copii, la ora 05:00 CET.
Din 27 mai 2015 screen bug-ul s-a schimbat de la verde și roz în alb. Celelalte canale și-au schimbat recent (precum M1; din 5 mai).
Din 3 noiembrie 2021 blocul de programe pentru adulți în timpul nopții, M2 Petőfi, s-a rebranduit pentru prima oară din 2015. Rebranding-ul seamănă cu cel al M2 (versiunea de desene animate în timpul zilei) la care rebranding-ul său a avut loc la 1 octombrie 2020.